# Museo e pinacoteca Scipione Gentili
Il museo e pinacoteca Scipione Gentili è un museo/pinacoteca di San Ginesio che ha sede nell'ex chiesa di San Sebastiano. A causa del terremoto del 2016 e del 2017 la struttura è inagibile e alcune delle opere sono esposte nell'auditorium Sant'Agostino, nella mostra chiamata Hoc Opus. La prima mostra venne aperta nel 1564 circa, quando l'edificio, già sconsacrato, venne riutilizzato con un'altra funzione. Decaduto leggermente in disuso, venne restaurato nella seconda metà del XX secolo, per poi essere riaperto nel 1995.

## La collezione (parziale)[1][4]
Le opere in mostra nella pinacoteca, prima del terremoto del 2016 e del 2017, si dividevano in tre grandi sezioni: sezione antica, sezione moderna e archeologia. All'interno si trovavano opere artistiche di varie tipologie e di varie civiltà, come quella celtica e quella romana.

### Opere
- Bozzetto per il monumento di Alberico Gentili di Giuseppe Guastalla (1900/1908);
- Dantes Adriacus di Adolfo De Carolis;
- Matrimonio mistico di Santa Caterina d'Alessandria di Ridolfo del Ghirlandaio;
- Madonna con Bambino e Santi di Vincenzo Pagani (1533/38);
- Madonna in trono col bambino, San Francesco e il beato Liberato da Loro Piceno di Stefano Folchetti (1498)
- Madonna in trono col bambino e i santi Benedetto, Rocco, Sebastiano e Bernardo di Stefano Folchetti (1492)
- Pietà e Santi di Simone De Magistris datata 1594, proveniente dalla Chiesa di Santa Maria della Pietà, detta «della Scopa»;
- Quadro di Sant'Andrea di Nicola d'Ulisse;
- Sacra Famiglia (copia) della scuola raffaellesca.
- San Ludovico di Guglielmo Ciarlantini (prima metà del XX secolo);
- San Luigi IX di Guglielmo Ciarlantini (prima metà del XX secolo);
- San Francesco d'Assisi di Guglielmo Ciarlantini (prima metà del XX secolo).

### Oggetti
Nel catalogo degli oggetti si raccolgono numerose opere lignee di artisti sconosciuti. Molte di queste sono rappresentazioni di angeli, con funzione di candelabri, e cornici, realizzati presumibilmente per edifici religiosi. Ad arricchire la collezione, si possono trovare numerose armi da fuoco artigianali, precisamente due fucili e una pistola, realizzate nel XIX secolo. La loro tecnica di costruzione varia, infatti un fucile e la pistola sono realizzati in legno e ferro, mentre il restante fucile è costruito con legno, ferro, ottone, madreperla e cuoio. Altre opere sono:
- Acquasantiera pensile in maiolica (XVIII/XIX secolo);
- Aureola di immagine sacra (XVII/XVIII secolo);
- Crocifisso processionale (XVII/XVIII secolo);
- Lampada pensile in maiolica (XIX secolo);
- Leggio (XIX secolo);
- Leoni della vecchia facciata dell'auditorium Sant'Agostino;[8]
- Piatto rappresentante San Francesco d'Assisi di Rodolfo Ceccaroni (1920);
- Piatto con veduta di Loreto di Rodolfo Ceccaroni (1941);
- Violino in legno di Alessandro Rinucci (1838).

### Archeologia
- Capitello di epoca romana;
- Leone stiloforo.

## Galleria d'immagini

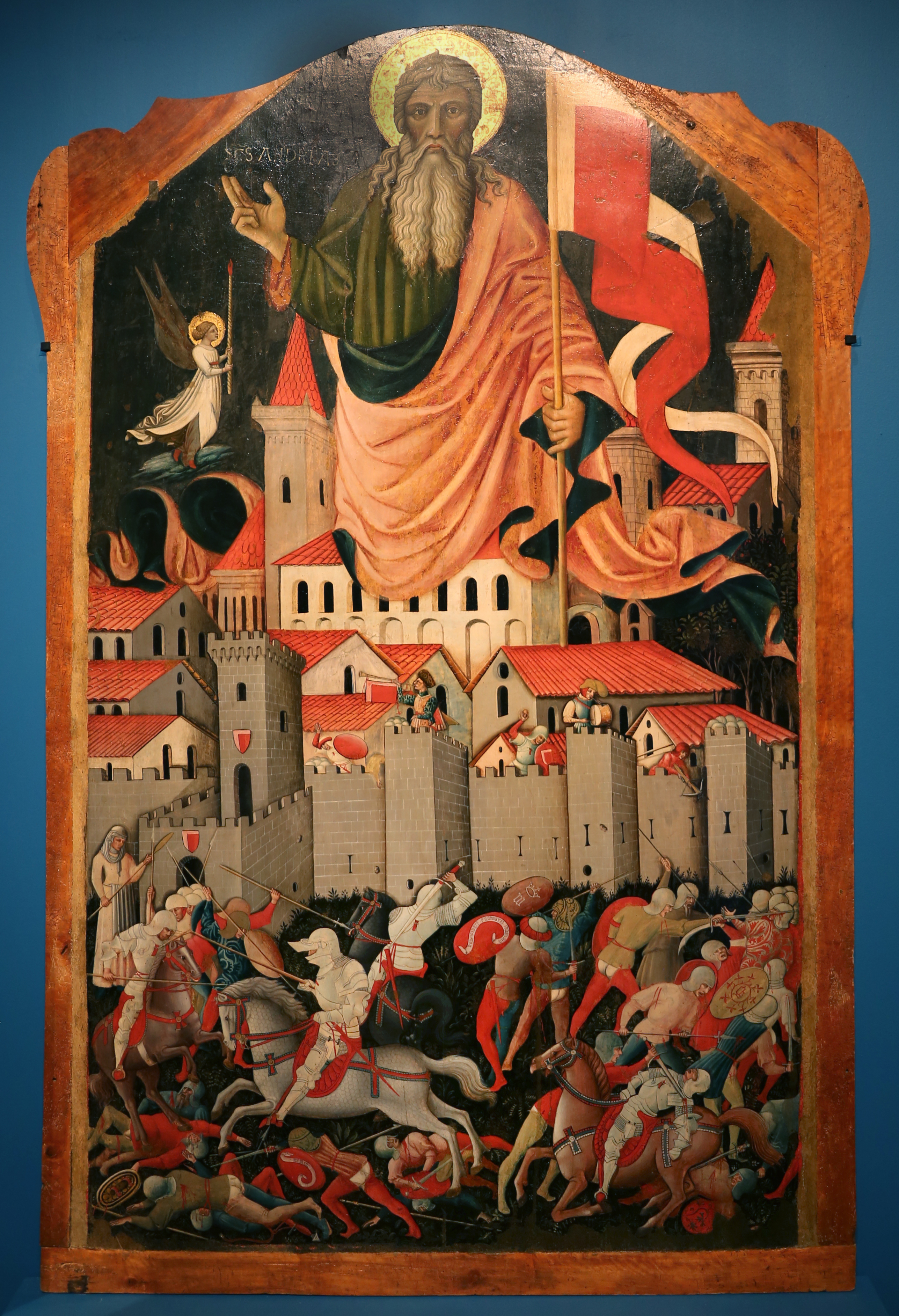
Sant'Andrea e la battaglia, 1463 ca.
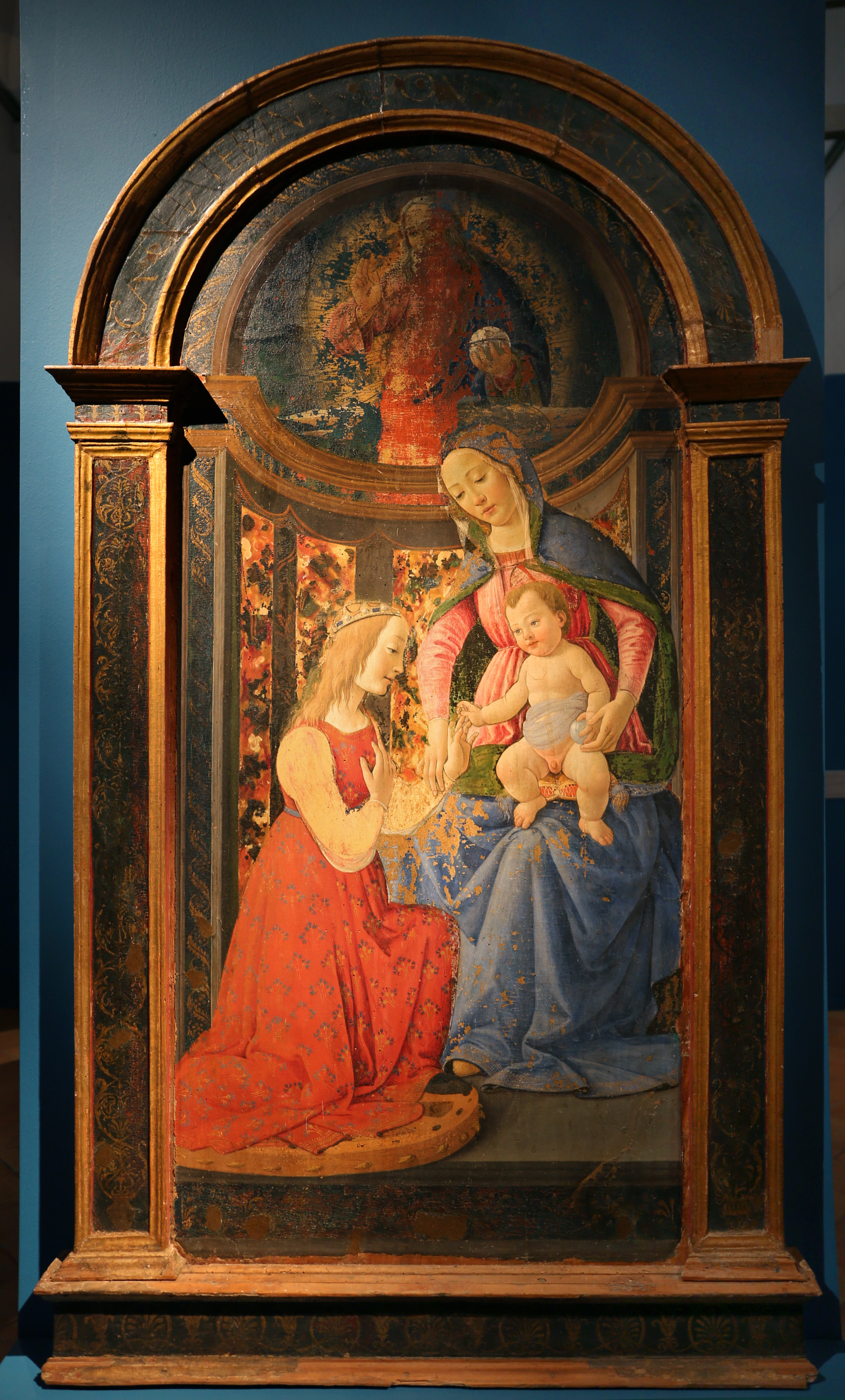
Matrimonio mistico di Santa Caterina d'Alessandria, 1480 ca.
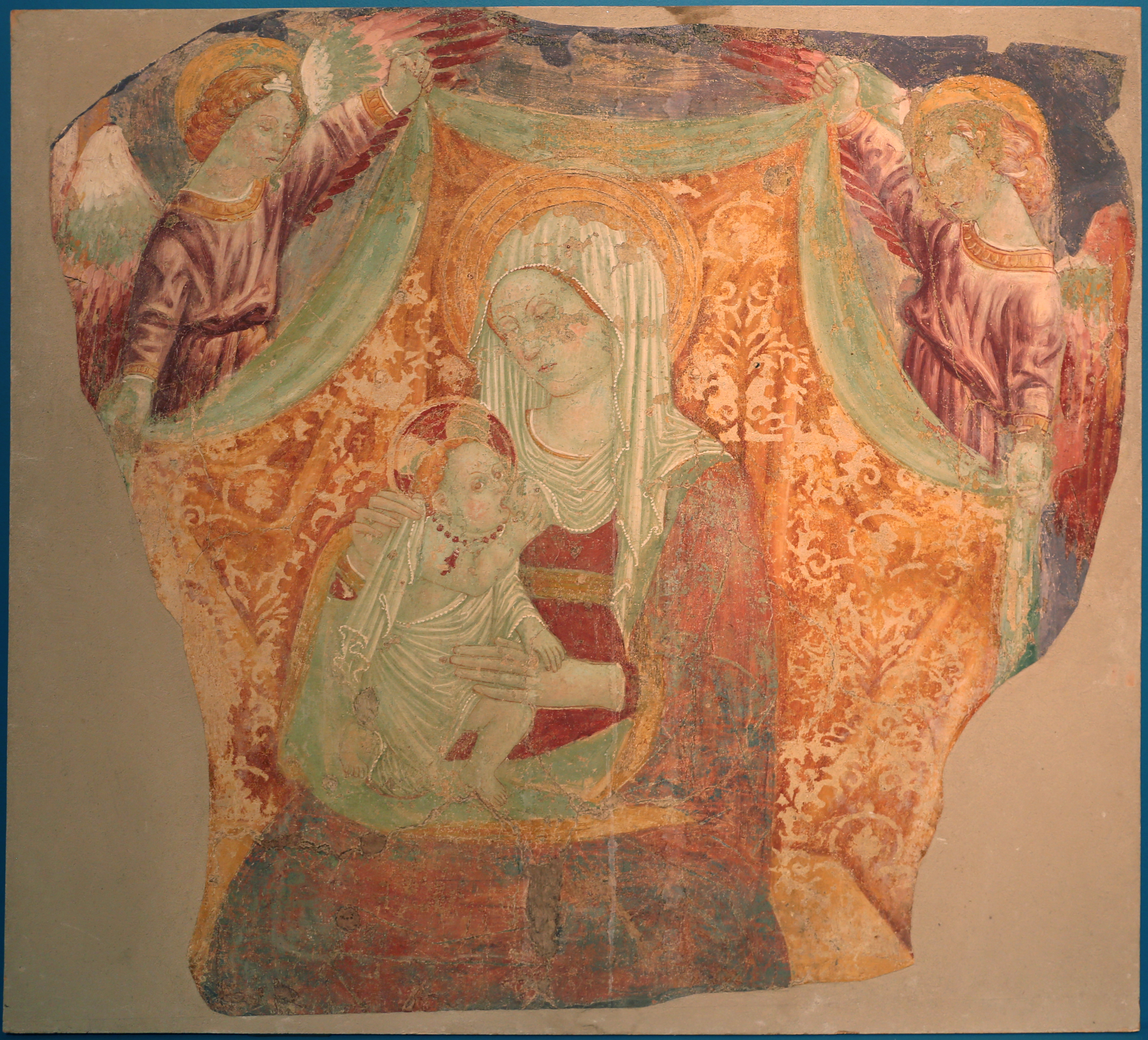
Madonna del latte, 1470
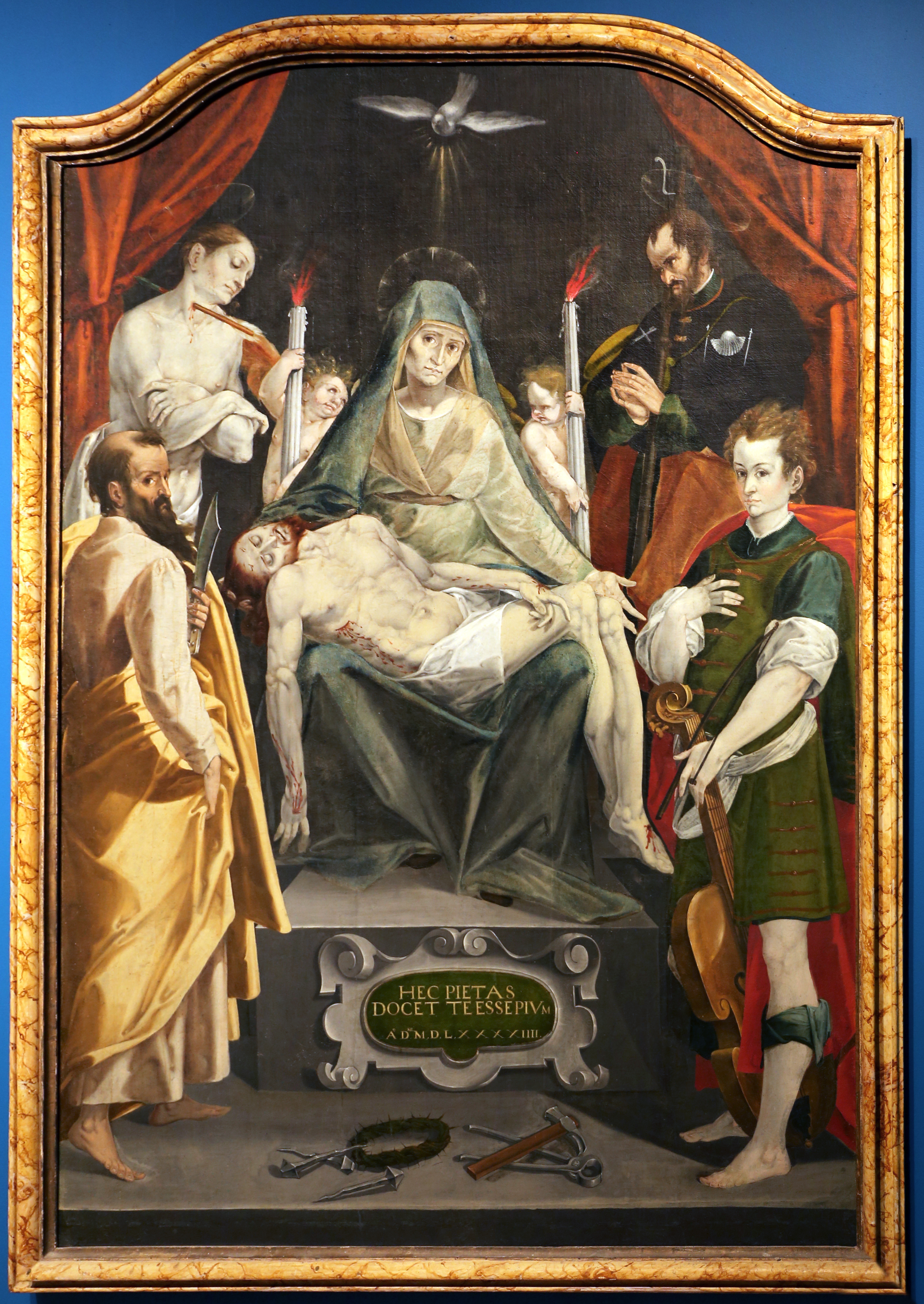
Pietà, 1584